# Nervation noire des crucifères
La nervation noire des crucifères (ou « pourriture noire du chou ») est une bactériose végétale due à une protéobactérie de la famille des Xanthomonadaceae, Xanthomonas campestris pv. campestris. Présente dans le monde entier, elle affecte toutes les espèces de plantes  de la famille des crucifères (Brassicaceae), qu'elles soient cultivées (notamment les choux), ou sauvages. Cette maladie se manifeste par des taches foliaires en forme de « V » caractéristiques.
Elle est considérée comme la maladie la plus importante et la plus destructrice des cultures de crucifères.
Cette maladie a été décrite pour la première fois en 1889 par le botaniste et entomologiste américain, Harrison Garman, à Lexington (Kentucky, États-Unis). Depuis lors, on l'a trouvée dans presque tous les pays où des plantes de la famille des Brassicaceae sont cultivées.

## Hôtes
La maladie affecte toutes les espèces de la famille des Brassicaceae, notamment parmi les plantes cultivées : le chou, le brocoli, le chou-fleur, le chou frisé, le navet, le colza, la moutarde, le radis et l'arabette des dames (Arabidopsis thaliana), organisme modèle,,,,.
Des crucifères adventices sont également connues pour être sensibles à la maladie, en particulier :  le navet sauvage (Brassica rapa), la moutarde brune (Brassica juncea), la moutarde noire (Brassica nigra), la roquette bâtarde (Hirschfeldia incana), le passerage de Virginie et d'autres passerages (Lepidium spp.), la bourse à pasteur (Capsella bursa-pastoris), le radis (Raphanus sativus), la ravenelle (Raphanus raphanistrum), le sisymbre officinal (Sisymbrium officinale), la corne-de-cerf à deux lobes (Coronopus didymus) et le cranson velu (Cardaria pubescens).

## Symptômes
L'infection de la plante par Xanthomonas campestris provoque différents symptômes : lésions foliaires chlorotiques à nécrotiques en forme de  « V », noircissement vasculaire, flétrissement, retard de croissance et symptômes de pourriture de la tige.
La progression de l'agent pathogène du bord des feuilles vers les nervures entraîne un stress hydrique et l'apparition de symptômes chlorotiques en raison de l'occlusion des vaisseaux conducteurs de l'eau par les exopolysaccharides bactériens et des composants des parois des cellules végétales dégradées,.
Le noircissement des tissus vasculaires à la suite de l'invasion bactérienne donne à la maladie son nom de « pourriture noire ».
Les lésions produites par la bactérie peuvent servir de porte d'entrée à d'autres agents pathogènes responsable de pourritures molles, tels que Pectobacterium carotovorum (synonyme : Erwinia)  et Pseudomonas marginalis,,.

## Méthodes de lutte
La lutte contre cette maladie est difficile et repose surtout sur la prévention et la prophylaxie.
Étant donné qu'elle est transmise principalement par les semences, la principale méthode de lutte est, d'une part, de n'utiliser que des semences saines (les lots utilisés ne doivent pas contenir plus d'une graine infectée sur 30 000), et d'autre part, par précaution, le traitement des semences. Celui-ci se fait par trempage dans l'eau chaude à 50 °C, pendant au moins 25 minutes pour les semences de choux, brocolis et choux de Bruxelles. Ce traitement a toutefois l'inconvénient de réduire la viabilité des semences.
Les mesures de prévention consistent notamment à respecter la rotation des cultures (un intervalle de trois ans entre deux cultures de crucifères est recommandé), à assurer la lutte contre les insectes susceptibles de transmettre les bactéries d'une plante à l'autre ou de favoriser l'infection des plantes par les blessures qu'ils occasionnent, contre les mauvaises herbes de la famille des Brassicaceae susceptibles de servir de réservoir à la bactérie, tant dans les champs qu'autour des parcelles, d'éliminer les résidus de culture qui constituent un milieu propice à la propagation des bactéries, d'éviter l'irrigation par aspersion qui favorise le développement et la propagation de la maladie.